# Dorfkirche Mulknitz

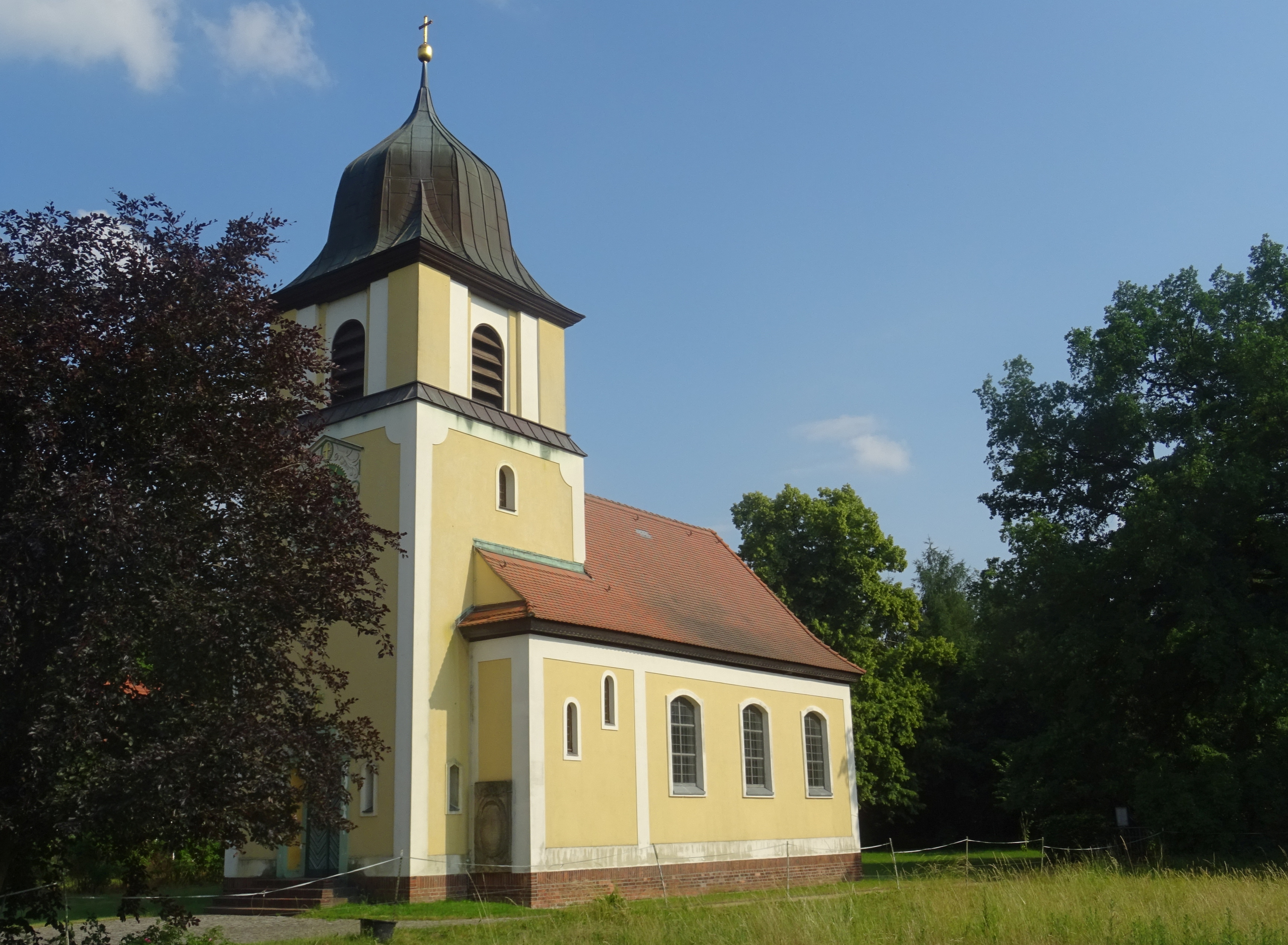
Dorfkirche Mulknitz (2019)

Die Dorfkirche Mulknitz ist das Kirchengebäude im Ortsteil Mulknitz der Stadt Forst (Lausitz) im Landkreis Spree-Neiße in Brandenburg. Es gehört der Ortskirchengemeinde Forst-Nord im Kirchenkreis Cottbus der Evangelischen Kirche Berlin-Brandenburg-schlesische Oberlausitz. Die Kirche steht unter Denkmalschutz.

## Architektur und Geschichte
Eine Kirche in Mulknitz wird bereits im Jahr 1670 erwähnt, 1816 wurde eine Fachwerkkirche gebaut. Bereits vor dem Ersten Weltkrieg wurden Planungen zum Bau einer neuen Kirche anstelle der inzwischen baufälligen Fachwerkkirche zu errichten. Die Entwürfe für den Kirchbau wurden 1915 von Curt Steinberg bei der Gemeinde Mulknitz eingereicht, aufgrund des Krieges und der darauf folgenden Inflation musste der Bau jedoch mehrfach nach hinten verschoben werden. Der Neubau der Kirche wurde schließlich am 20. April 1927 einstimmig beschlossen, am 29. Mai 1927 erfolgte die Grundsteinlegung. Mit dem Bau war der Bauunternehmer Willi Mrose aus Weißagk beauftragt. Am 3. September 1927 wurde Richtfest gefeiert, die Einweihung erfolgte am 4. November 1928. Die alte Kirche wurde danach abgerissen. Im Zweiten Weltkrieg wurde das Altarfenster zerstört, nach mehreren Provisorien wurde 1993 ein von Helge Warme geschaffenes Glasbild eingebaut. 1976 erhielt die Kirche eine elektronische Glockenläuteanlage.
Die Mulknitzer Kirche ist ein Putzbau in Nord-Süd-Ausrichtung auf einem niedrigen Ziegelsockel, die im Stil des Neobarock geplant und gebaut wurde. Die Fassadengliederung erfolgt durch angeputzte Lisenen und Putzbänder. Die Kirche hat stichbogige Fenster, das Altarfenster in der leicht gerundeten Nordwand ist spitzbogig. Die Kirche hat ein südlich abgewalmtes Satteldach mit einer Deckung aus Biberschwanzziegeln. An der Südwand der Kirche befindet sich ein eingezogener Turm mit einer Glockenhaube aus Kupfer. Das Hauptportal ist von schrägen Gewänden eingefasst und mit Stuckdekor aus Blüten- und Rankenwerken verziert.
Im Inneren ist die Kirche in eine Vorhalle und das Kirchenschiff gegliedert, an die Vorhalle schließt sich eine Sakristei an. Im Vorraum hat die Kirche eine Holzbalkendecke mit Akanthusmalereien. Das Kirchenschiff ist tonnengewölbt und mit Malereien versehen. Die Kirche hat eine Nordempore, auf die ursprünglich geplante Hufeisenempore wurde aus Kostengründen verzichtet. Das Tragwerk des Dachs ist als offenes Hängewerk ausgeführt.

## Ausstattung
In der Kirche steht eine polygonale Kanzel aus Eisenklinkerkeramik, die im Zuge des Kirchbaus geschaffen wurde. Sie wurde von Heinrich Mekelburger modelliert und von der Ilse Bergbau AG gestiftet. Der hölzerne Taufständer hat eine Taufschale aus Zinn, die inschriftlich auf das Jahr 1748 datiert wird. Die beiden Stahlglocken wurden 1925 von der Glockengießerei Ernst Schilling aus Apolda gegossen. Die größere Glocke trägt die Inschrift „Jauchzet dem Herrn alle Welt / Für die neue Kirche zu Mulknitz 1929 / gegossen vom Bochumer Verein“, die kleinere ist mit Eichenlaub verziert und trägt die Inschrift „Seid fröhlich der Hoffnung“. Im Vorraum der Kirche befinden sich zwei Grabplatten, eine weitere ist an der Außenwand neben dem Eingang befestigt.
Der barocke Orgelprospekt wurde im 18. Jahrhundert gebaut und in die heutige Kirche übernommen. Er wurde vermutlich von Johann Gottlieb Tamitius gebaut, andere Quellen geben Johann George Gast als Erbauer an. Im Zuge des Neubaus der Mulknitzer Kirche wurde 1928 eine Orgel des Sorauer Orgelbauers Gustav Heinze in den Prospekt eingebaut. 1982 erhielt die Kirche eine neue Orgel, die von Ulrich Fahlberg gebaut wurde. Die Orgel hat sieben Register auf einem Manual und dem Pedal.